# Kıranharmanı, Polatlı
Kıranharmanı là một xã thuộc huyện Polatlı, tỉnh Ankara, Thổ Nhĩ Kỳ. Dân số thời điểm năm 2011 là 216 người.